# 半自動式防空管制組織

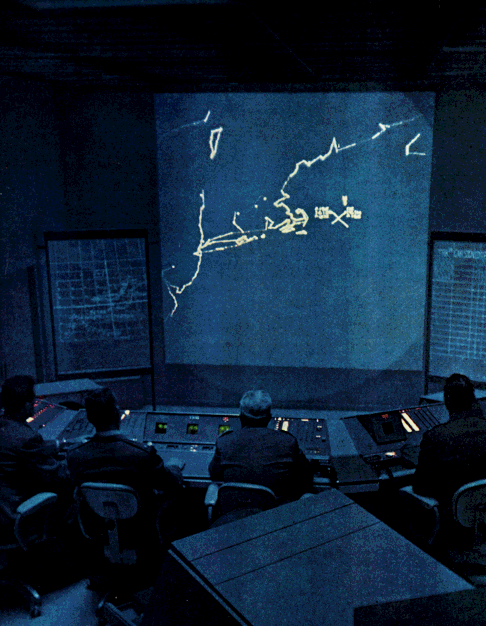
SAGE制御室。スクリーンにはアメリカ東海岸が表示されている。2つのターゲットが追跡されているところ

Semi-Automatic Ground Environment (SAGE) は、1950年代終盤から1980年代までNORADで使われた、ソ連軍原爆搭載の爆撃機を発見し、追跡し、要撃するための自動化されたコンピュータシステムである。後のバージョンでは、航空機（F-106などの要撃機）のオートパイロット装置に直接コマンドを送信することによって、その航空機を自動的に要撃に向かわせることができるようになっている。
SAGEが完全作動するようになった頃、ソビエト連邦の脅威は爆撃機から弾道ミサイルに移っていたため、SAGEが管理する要撃管制は相対的に重要性が低下した。それにもかかわらずSAGEは技術的に非常に先進的で、オンラインシステム、対話型処理、リアルタイム処理、モデムを使ったデータ通信などに大きな進歩をもたらした。一般にSAGEはコンピュータ史上で最も先進的で成功を収めた大型コンピュータシステムの一つであり、人間とコンピューターを直結したマン・マシン　インターラクティブ　システム(man-machine interactive system)の原型 である点でも重要な意味を持つ。
IBMがSAGEで果たした役割は、その後にIBMがコンピュータ業界を支配することになる重要なきっかけとなった（IBMは、AN/FSQ-7コンピュータの設計と製造を担当した。SAGEはWhirlwind IIをベースとした真空管と磁気コアメモリによるコンピュータである）。

## 開発背景
SAGEの導入が決定される以前、爆撃機を迎撃する任務はしだいに難しくなっていた。第二次世界大戦において、レーダーが防空能力を向上させたが、余裕のあるタイミングで迎撃を行うには遠距離にある敵の爆撃機を早期に発見して追跡する必要があった。イギリス空軍は、爆撃機の侵入を検知すると迎撃機を離陸させ、人手で迎撃地点を計算して無線で誘導していた。
戦後、ジェット機の登場によって検出時間が減少したが、爆撃を阻止するにはやはり時間が必要だった。しかし、航空機の速度は増大しても特定の迎撃機を特定の爆撃機に向かわせるのに要する時間はほとんど変わらなかった。この時間には迎撃対象の情報収集、爆撃目標の推定（予想進路の推定）、最適な迎撃機の選定（発進基地の選定）、全体への通知、迎撃機と爆撃機の追跡などが含まれる。
カナダ空軍の1950年代の研究によると、1回の迎撃にかけられる時間を1分台と断定した。数百の航空機を単位時間当たりに航行させる回数を考慮すると、オペレータの過負荷によって迎撃に失敗する恐れがあった。核爆弾が搭載されていることを考えると、これは受け入れがたい結論である。
爆撃機が低空から侵入した場合、問題はいっそう深刻になる。レーダーは直線的な照射線なので、爆撃機が低空から侵入した場合に地球の丸みが隠れ蓑となり、数十マイルまで侵入される可能性がある。ジェット爆撃機では、これは反応するのに数分しか時間がないことを意味し、発見してから迎撃機を向かわせるには時間があまりにも不足している。

## 歴史
マサチューセッツ工科大学の物理学教授 ジョージ・バレー博士を特に悩ませたのは、前節#開発背景の問題である。アメリカ合衆国全土を防衛するには、海岸線全体にレーダー施設を設けると同時にカナダにもレーダー施設が必要とされた。また攻撃を受けたとき、あまりにも多くの報告が集中し、迎撃できなくなることが予想された。彼の出した解決策は自動化であった。つまり、全てのレーダー施設をひとつのコンピュータに接続し、全体の情報のやりとりを制御させるのである。これによって迎撃オペレータの負荷は大幅に軽減される。オペレーターはただコンピュータに迎撃目標を指示すると共に、おそらく迎撃に使うべき方法も指示することになる。全ての通信をコンピュータにより行い、時間的な効率を向上させる。
これはオペレータへの情報をリアルタイムに更新するシステムが必要であり、バレー博士が研究していた1948年の時点でこれが可能なシステムはMITのWhirlwindコンピュータだけであった。Whirlwindプロジェクトは、本来アメリカ海軍の爆撃機乗組員の訓練用フライトシミュレータのためのものであったが、様々な事情により海軍が興味を失っていたものである。バレーは、Whirlwindプロジェクトのリーダーであるジェイ・フォレスターと話をして、共同でWhirlwindを防空に使うための研究提案を行った。
アメリカ空軍はこれに興味を持ち、1949年にデモンストレーション用システムを開発する Project Charles への資金を提供した。ケープコッド周辺のいくつかのレーダーからの情報をWhirlwindに転送し、報告されたターゲット群の航跡を描くことができた。このプロジェクトはまずまずの成功を収め、空軍はプロジェクトを Project Claude に引継ぎ、1954年には開発拠点を新しいMITリンカーン研究所に移転させた。Whirlwindの軍用版の開発は大規模プロジェクトであり、リンカーン研究所と軍とハードウェアを製造する企業パートナーが密に連結する必要があった。開発中の様々なマネジメントのために、MITREが設立され、1958年にプロジェクトを指揮するようになった。
開発されたマシン(AN/FSQ-7)の製造は当初RCAが受注したが、後にIBMに変更され、1958年から製造を開始した。建物とその電源施設（無停電電源装置を含む）と通信施設の製造はウェスタン・エレクトリックが受注し、電話回線はベルシステム（AT&T）、50万行にも及ぶアセンブリ言語で書かれたソフトウェアはランド・コーポレーションからスピンオフした System Development Corporation(SDC) が受注している。

## 詳細

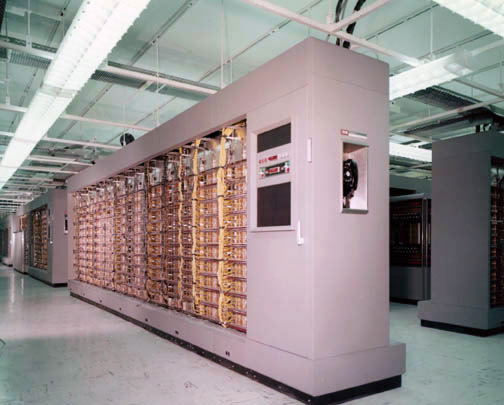
IBM AN/FSQ-7 1つのSAGEサイトに2台1組で設置された。

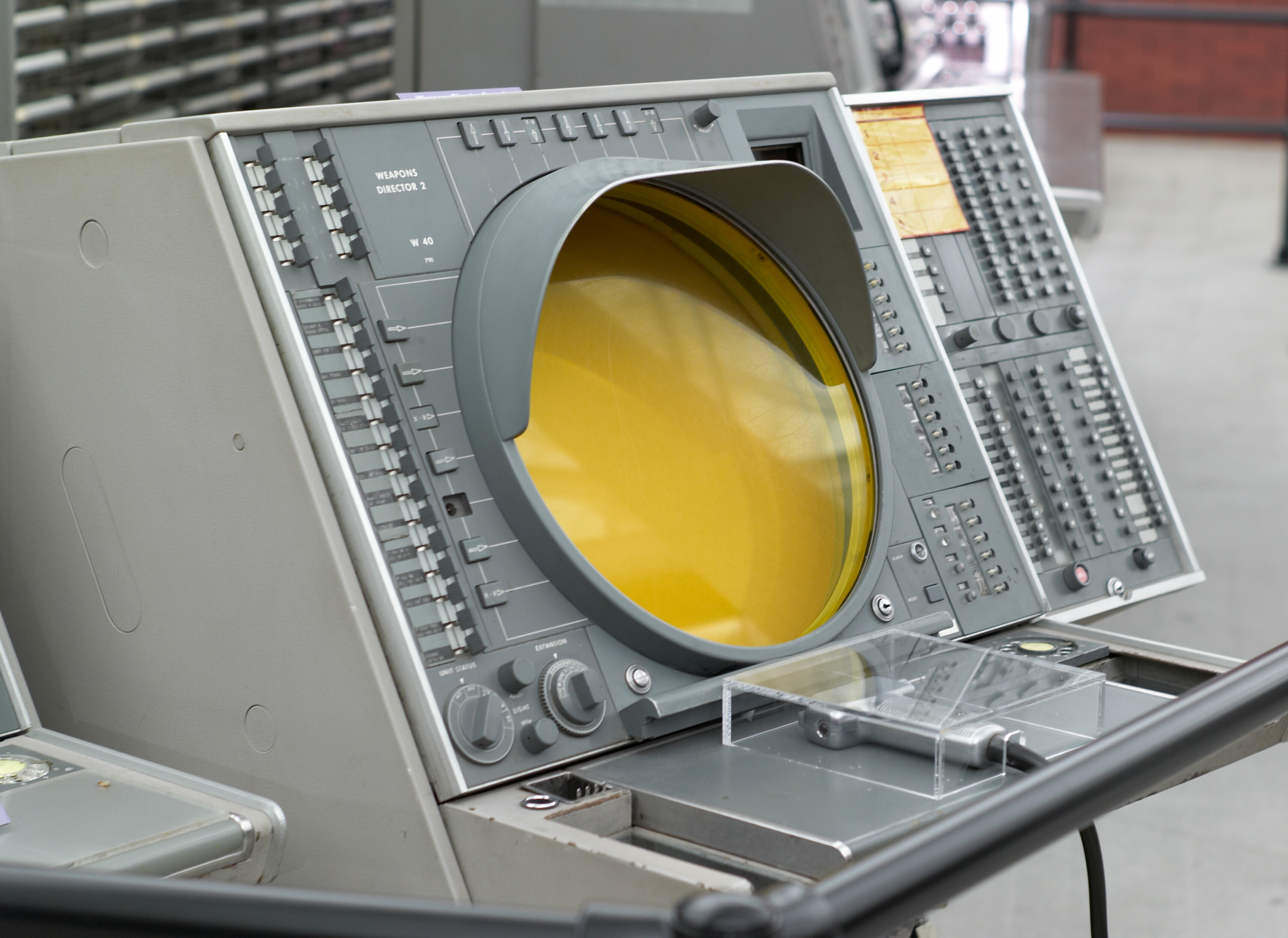
SAGE 制御端末。手前の展示用透明保護ケースに覆われているのがライトガン

AN/FSQ-7は、55,000本の真空管を使用し、床面積は約1/2エーカー（2,000平方メートル）、重量は275トンで消費電力は最大3メガワットである。真空管メーカーの製造品質管理努力によって個々の真空管の故障率は低く抑えられていたが、使用本数が膨大であることに加え予防保守の観点から、毎日数百本の真空管が交換された。各センターには真空管交換専門のスタッフがいて、交換部品を満載したショッピングカートを押してマシンの中を行ったり来たりしていた。AN/FSQ-7 は史上最大のコンピュータであり、今後もその記録は破られそうにもない。各SAGEサイトは冗長化されており、2つのコンピュータの一方が「ホットスタンバイ」状態となっていた。真空管の信頼性の低さにも拘らず、この二重化システムによって全体としての可用時間は驚くほど長かった。99%の可用性もあたりまえであったという。
SAGEサイトは多くの追跡基地と接続されており、通常の電話回線で接続されたテレタイプシステムで目撃報告を送受信する。報告はオペレータが所定の形式に従って入力したもので、それをSAGEコンピュータが収集しアイコンとしてブラウン管上に表示する。センターのオペレータはディスプレイ上のターゲットをライトガン（ライトペンのようなもの）で選択し、追跡基地から報告された追加情報を表示させることができる。各センターは150人までのオペレータが作業可能（マルチユーザー）であった。
ターゲットが注目すべきものであると判明したとき、SAGEはオペレータが適切な反応をすることを助けた。レーダーサイトからの報告のように、SAGEシステムには全飛行場、BOMARC、ナイキ・ハーキュリーズ地対空ミサイル基地を含む様々な兵器と航空機の可用性とステータスについての情報が集積され最新に保たれていた。オペレータがそれらの中から迎撃手段を選択すると、その命令はテレタイプ経由で現地指揮官に自動的に送られる。追加メッセージは高位の司令部にも送られるし、他のSAGEセンターにも送られる。
大規模な建設計画はコンピュータシステムや通信の開発作業と並行して開始され、1957年にマコード空軍基地(McChord AFB)で最初に着工された。建物は巨大なコンクリートの直方体で、都市の近郊に建設されたが、それがどういう建物なのかは近隣住民には知らされなかった。1959年1月、最初のSAGE部門がシラキューズ (ニューヨーク州)で運用を開始した。1963年には22の区域管理センターと3つのコンバットセンターが揃った。NORADの設立に伴って、カナダのオンタリオ州ノースベイに新たな基地が追加されたが、このときのSAGEシステムは地中深く埋められた。その穴は "the hole" として知られるようになった。
SAGEのための全体のエンジニアリングコストは莫大であった。全プロジェクトの費用は明らかにされていないが、1964年の貨幣価値で80から120億ドルと推定されている。この金額は核爆弾開発のマンハッタン計画よりも大きい。
SAGEシステムは1979年まで運用され、その後、新たなシステムと空中管制によって置き換えられた。ノースベイのシステムは1983年まで運用された後に分解され、一部はボストンのコンピュータ博物館に送られた。1996年、残りはモフェット連邦飛行場の倉庫に移送されたが、現在はカリフォルニア州マウンテンビューのコンピュータ歴史博物館の収蔵品となっている。
SAGEシステムに本格的な戦争状況に対応する能力があったかどうかは常に論争となってきた。侵入を許してしまった実例もあるし、海鳥の大きな群れを潜在的脅威として追跡したこともあった。より重大な問題は、システムが完全動作したときにはソビエト連邦は既にICBMを使い始めていたので、それに対してSAGEは有効ではなかった。
SAGEはあらゆる点で航空交通管制システムであり、それはFAAが自動制御システムを設計する際に影響を与えた。このシステムはまたIBMに貴重な洞察を与え、アメリカン航空とIBMはSABRE航空座席予約システムを開発した。
SAGEでの他の主要な開発には以下が含まれる。
- CRTベースのリアルタイムユーザーインターフェイス
- モデムによる広域通信の使用

また、SAGEでは実現しなかったが、真空管や信頼性温度特性が悪かったゲルマニウム製トランジスタに代えて、シリコントランジスタによる磁気コアメモリのドライブ回路、すなわち半導体デバイスの軍事利用を促した。
開発に関わったJ・C・R・リックライダーはこれを機に国防高等研究計画局で指揮・指令系統の研究に携わり、後のタイムシェアリングシステムやARPANETにも影響を与えている。